# Nikkfurie
Nikkfurie, de son vrai nom Ahmed Mazouz, est un rappeur français d'origine marocaine, membre du groupe de rap La Caution. Il est membre des groupes Les Cautionneurs et de L'Armée des 12, ainsi que du collectif de cinéma Kourtrajmé. Nikkfurie travaille sur des projets solo de musique électronique instrumentale, sous le nom de Maison Closed. Il se produit sur scène à l'international notamment à New York, Caracas, Astana, Saint-Pétersbourg, Berlin, Casablanca, Barcelone, Le Caire et Tunis,,.

## Biographie
Ahmed Mazouz, né de parents marocains à Noisy-le-Sec, en Seine-Saint-Denis, où il grandit et vit toujours. Il devient passionné de musique à 8 ans en découvrant les clips à la télévision, et le film Breakin' (Break Street '84 en français) sorti en 1984. Il ingurgite alors funk, electrofunk, new jack swing, new wave ainsi que la musique arabe de ses parents. À 12 ans, avec son frère de deux ans son aîné Mohamed, dit Hi-Tekk, ils découvrent la musique rap au travers du groupe Run DMC ainsi que le mouvement hip-hop. Quelques années plus tard, ils commencent à structurer leur musique sur des samplers et à tourner avec leur groupe La Caution sur des scènes de banlieue.[Quand ?] Ils apparaîtront sur des compilations (Vague Nocturne, par exemple) et produiront diverses mixtapes comme Un jour peut-être ou L'Antre de la folie, qui mettent en avant des artistes du rap français dont ils sont proches.
Le label Assassin Productions produit le premier maxi, Les Rues électriques, en 1999, puis La Caution fait la première partie de la tournée d'Assassin de 2000 à 2001. « Petit à petit, explique-t-il, nous avons été invités sur des compilations rap jusqu’à ce qu’un label, Assassin production, signe notre premier maxi ! ».
En 2005 sort le deuxième album du groupe La Caution, Peines de Maures/Arc-en-ciel pour daltoniens. À la suite de la bonne réception de cet album par la presse spécialisée,, La Caution fait plus de 300 dates de concert à travers la France et le monde. La présence de productions musicales de Nikkfurie sur plusieurs films, notamment le titre Thé à la Menthe dans Ocean's Twelve, grosse production hollywoodienne, étend l'aura de Nikkfurie. Pour la production de ce double-album, il sera primé au « Lauréat de la Bourse Musicien » par la fondation Jean-Luc Lagardère la même année.
Depuis janvier 2009, Nikkfurie et Hi-Tekk animent une émission musicale généraliste sur la radio Le Mouv' chaque dimanche soir (initialement de 20 à 22 heures, puis de 23 heures à minuit). En juin 2014, Nikkfurie publie un album intitulé Nikkfurie's Ghost Company reprenant des travaux laissés de côté durant la période 1996-2001.

## Activités annexes
En 2001, il monte le label Kerozen Music avec Hi-Tekk et Mouloud Achour afin de produire les disques de La Caution.
Nikkfurie est l'auteur du titre Thé à la Menthe, dont la version instrumentale apparaît dans le film Ocean's Twelve qui ne figure pas sur la bande originale du film.
Les productions de Nikkfurie se retrouvent sur des œuvres audiovisuelles, de Sheitan et Dog Pound de Kim Chapiron, aux séries How I Met Your Mother et Undercovers, en passant par les films Paris, je t'aime ou Le Concert. Durant l'été 2010, Nikkfurie participe au projet culturel 1051, mené par le Batofar, avec les vidéastes allemands du collectif Transforma.

## Engagements
Après des concerts de soutien aux associations de lutte contre les discriminations[source insuffisante], il participe à des actions en milieu carcéral avec le SPIP, l'ASDACS, le GENEPI (Fleury, Chateaudun, Villepinte, Strasbourg) ainsi qu'à des actions de soutien au peuple palestinien notamment la manifestation pacifiste de Balin en Palestine[source insuffisante]. Il prend part à des actions dans les collèges, lycées auprès des jeunes à travers d'ateliers d'écriture[source insuffisante].
Il rejoint le collectif Les Oubliés afin d'œuvrer pour la jeunesse et les cultures urbaines[réf. souhaitée] en tant qu'élu (il a été huitième adjoint) issu de la société civile au sein de la municipalité de Noisy-le-Sec dirigée par le centriste Laurent Rivoire dans une liste nommée « liste d'intérêt communal », d'union de la droite (Nouveau Centre + UMP) et de personnes sans étiquette.